# Ricardo Londoño
Ricardo Londoño Bridge (Medellín, 8 de agosto de 1949-San Bernardo del Viento, Córdoba, 18 de julio de 2009), conocido por el apodo de Cuchilla, fue un piloto de automovilismo colombiano. 

## Trayectoria
Empezó su trayectoria en las carreras locales de automovilismo y motociclismo y a finales de los 70 empezó a competir en Norteamérica en la Trans-Am. En 1980 disputó la última carrera de la temporada de la Fórmula 1 Británica en un Lotus 78, finalizando séptimo.
Intentó participar en la Fórmula 1 en el Gran Premio de Brasil de 1981 con Ensign. Londoño participó en una sesión extraordinaria celebrada durante una aclimatación para las prácticas antes del fin de semana del Gran Premio de Brasil. Esta sesión se llevó a cabo porque en el circuito de Jacarepaguá no se había utilizado en la F1 desde 1978. Finalmente, la Federación Internacional del Automóvil no le permitió obtener la licencia necesaria para participar en las sesiones de la temporada. Ensign lo reemplazó con Marc Surer, que se clasificó para la carrera y terminó cuarto, poniendo la vuelta más rápida de la carrera. Luego, Londoño decidió competir en algunas carreras de Fórmula 2 en ese año.
Aunque no participó en las sesiones de entrenamientos oficiales previos a la competencia de carrera, a Londoño se le suele reconocer como el primer piloto colombiano de Fórmula 1. Se reconoció haber hecho un test con el equipo McLaren. Se retiró en 1985.

## Otras actividades y fallecimiento
Londoño realizaba actividades relacionadas al narcotráfico. La mayoría de sus bienes fueron incautados por los tribunales colombianos en diciembre de 2000. Londoño fue asesinado el 18 de julio de 2009 en el departamento de Córdoba. Otras dos personas también murieron en el tiroteo. El presunto asesino, Jasson Erlevis Leudo Chavera, alto miembro de la banda criminal Los Urabeños con sede en San Antero, fue detenido en mayo de 2010. Se atribuye el asesinato a un ajuste de cuentas hacia Londoño.

## Resultados

### Fórmula 1
| Año  | Escudería          | 1   | 2       | 3   | 4   | 5   | 6   | 7   | 8   | 9   | 10  | 11  | 12  | 13  | 14  | 15  | Pos. | Puntos |
| ---- | ------------------ | --- | ------- | --- | --- | --- | --- | --- | --- | --- | --- | --- | --- | --- | --- | --- | ---- | ------ |
| 1981 | Ensign Racing Team | USW | BRA DNP | ARG | SMR | BEL | MON | ESP | FRA | GBR | GER | AUT | NED | ITA | CAN | LVG | NC   | 0      |